# ريتشي مووانغا
ريتشي مووانغا (مواليد 25 مايو 1994) هو لاعب اتحاد رغبي نيوزيلندي يلعب في نادي كروساديرز ومنتخب أول بلاكس.

## وصلات خارجية
- ريتشي مووانغا عل موقع إسبنسكروم (الإنجليزية)
- ريتشي مووانغا على موقع ItsRugby.co.uk (الإنجليزية)